# Djur jag dödade förra sommaren
Djur jag dödade förra sommaren är en svensk kortfilm från 2012 i regi av Gustav Danielsson. Danielsson skrev även manus. Producent är Gustav Danielsson och Cilla Holm. 
Filmen finansierats delvis med Stockholms filmfestivals pris "1-km film" och hade svensk premiär på Stockholms Internationella Filmfestival i december 2012. Internationell premiär på Berlins filmfestival i Generationsektionen. Därefter har den visats på 24 internationella festivaler och på de 4 största festivalerna i Sverige fram till idag.
Filmen har vunnit pris för bästa kortfilm på International Film festival Bratislava 2013.
Filmen har visats i Sveriges Television och Stockholms Filmfestival 2012.

## Handling
Djur jag dödade förra sommaren är en kortfilm på 15 minuter om en ung pojke som dödar smådjur och hans far som har svårt att hantera det. 
En handfull smådjur dödas och till slut besudlas även faderns händer med blod. En lika makaber som komisk film om ett moraliskt dilemma utan några enkla svar.

## Rollista
- Sebastian Ylvenius
- Anton Samuelsson Forsdik
- Daniella Mendel-Enk